# 背向散射電子繞射技術

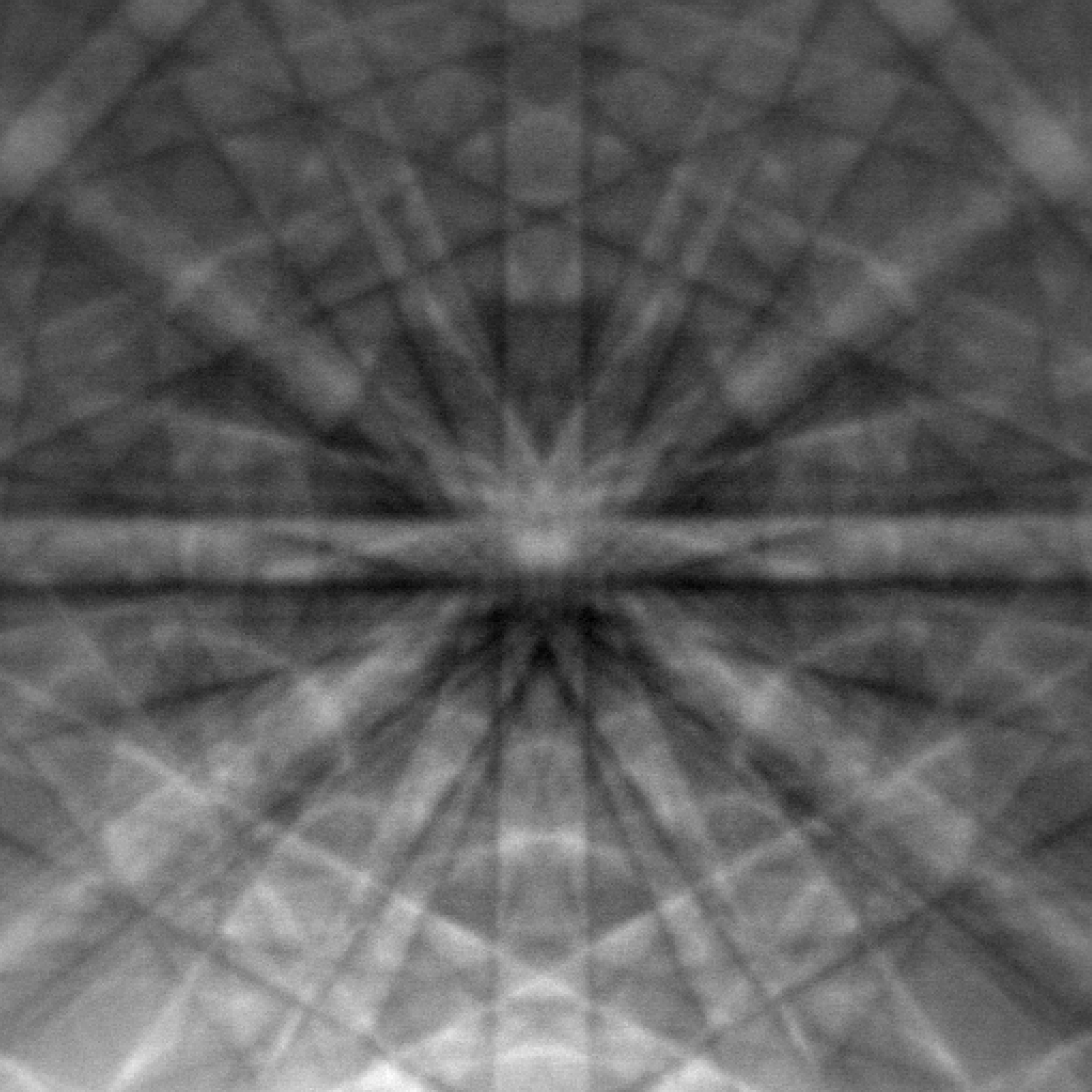
单晶硅的EBSD图案。

背向散射電子繞射技術 （Electron Backscatter Diffraction, EBSD）是一種利用繞射電子束來鑑別樣品結晶學方位的技術。掛載在掃描式電子顯微鏡（Scanning Electron Microscopy, SEM）中，傾斜角度約70度，加速後的電子束射入樣品中，產生反彈的背向散射電子，經過表面晶體結構繞射，攜帶著樣品表面的晶粒方位的資訊，進入探測器中，藉此判斷其每一顆晶粒的方向性。在知道每一顆晶粒的方位後，因此可用在判斷晶界（Grain boundary）、相鑑別（Phase identification）、晶粒取向（Orientation）、織構（Texture）及應變（Strain）的分析方法。